# سعادي رملي
السعادي الرملي نوع نباتي يتبع جنس السعادي من الفصيلة السعدية.

## الموئل والانتشار
موطنه الأصلي غرب أوروبا. أدخل إلى أمريكا الشمالية حيث ينتشر في بعض مناطق شرق وغرب الولايات المتحدة الأمريكية.